# NGC 2022
NGC 2022 est une nébuleuse planétaire située dans la constellation d'Orion. Elle a été découverte par l'astronome germano-britannique William Herschel en 1785.

## Observation
Avec une magnitude visuelle apparente de 11,6, on doit utiliser un télescope dont l'ouverture est d'au moins 200 mm pour l'observer.

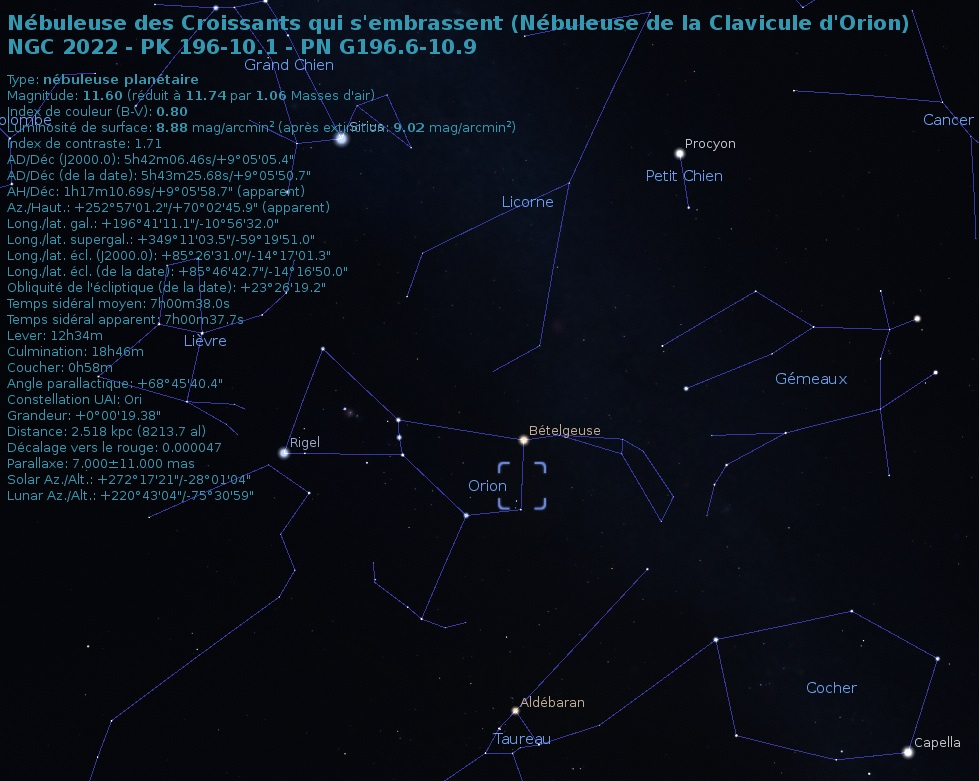
Localisation de NGC 2022 dans la constellation d'Orion. (Stellarium)

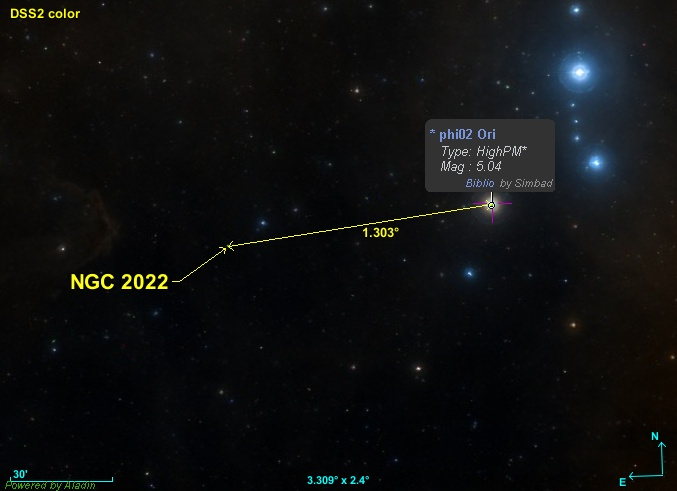
Position de NGC 2022 par rapport à une étoile de la constellation d'Orion.

NGC 2022 est à environ 1,3' au sud-est de l'étoile Phi2 Orionis. Dans les télescopes amateurs de taille moyenne, elle ressemble à une tache de lumière grisâtre. Elle n'est pas très brillante mais est tout de même facile à repérer dans l'oculaire si on utilise ses coordonnées.

## Caractéristiques

### Distance
Deux distances très semblables sont aussi indiquées sur la base de données Simbad : 2 580 ± 516 pc (∼8 410 al) et environ 2 518 pc (∼8 210 al). Cependant, une publication plus récente (2020) rapporte pour NGC 2022 une parallaxe égale à 0,437 8 ± 0,052 9 mas. Cette valeur correspond à une distance de 2284+314
-246.

### Taille
González-Santamaría et ses collègues proposent un rayon de environ 0,139 pc (∼0,453 al) pour la nébuleuse. Cependant, plusieurs valeurs ont été proposées pour la taille apparente de la nébuleuse, soit 0,306 8 mas et 0,32 mas. La valeur de 0,65 mas proposées par Wolfgang Steinicke tient probablement compte du halo visible sur l'image du relevé Pan-STARRS. En utilisant la valeur de 0,3068' et la plus petite distance ((2284 - 246) pc), on obtient la plus petite taille réelle, soit 0,59 al. De même, en utilisant la valeur de 0,32' et la plus grande distance ((2284+314) pc), on on obtient la plus grande taille réelle, soit 0,79 al. De ces deux valeurs, on déduit que la taille de NGC 2022 est égale à 0,69 ± 0,10 al.
Dans un article publié en 2003, Corradi et ses collègues rapporte que le rayon de la nébuleuse interne est de 14,5" et que celui du halo externe de NGC 2022 est de 40". Si l'on tient compte de la taille de 80" du halo externe, la taille réelle de la nébuleuse serait de 0,92 ± 0,13 al

### Vitesse
Deux valeurs presque identiques de la vitesse sont aussi indiquées sur Simbad, soit 14,0 ± 2,0 km/s et 14,0 km/s.

### Âge
González-Santamaría propose un âge de 91,75 ka pour la nébuleuse.

## L'étoile centrale de NGC 2022
Selon González-Santamaría et ses collègues, l'étoile centrale de la nébuleuse est de type O(H) et sa masse est inférieure à celle du Soleil. Sa température effective est de 100 kK (Log10Teff = 5,00) et sa luminosité est de 1 862 {\displaystyle L_{\odot }} (({\displaystyle Log(L/L_{\odot })=3,27}).

## Galerie

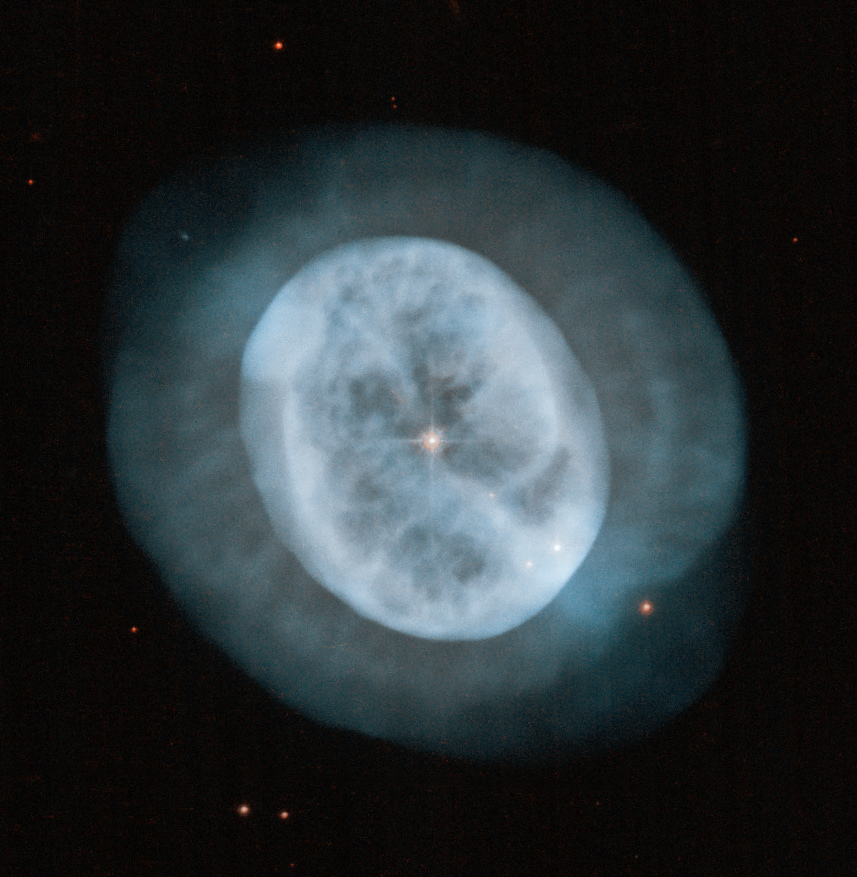
NGC 2022 par Judy Schmidt.
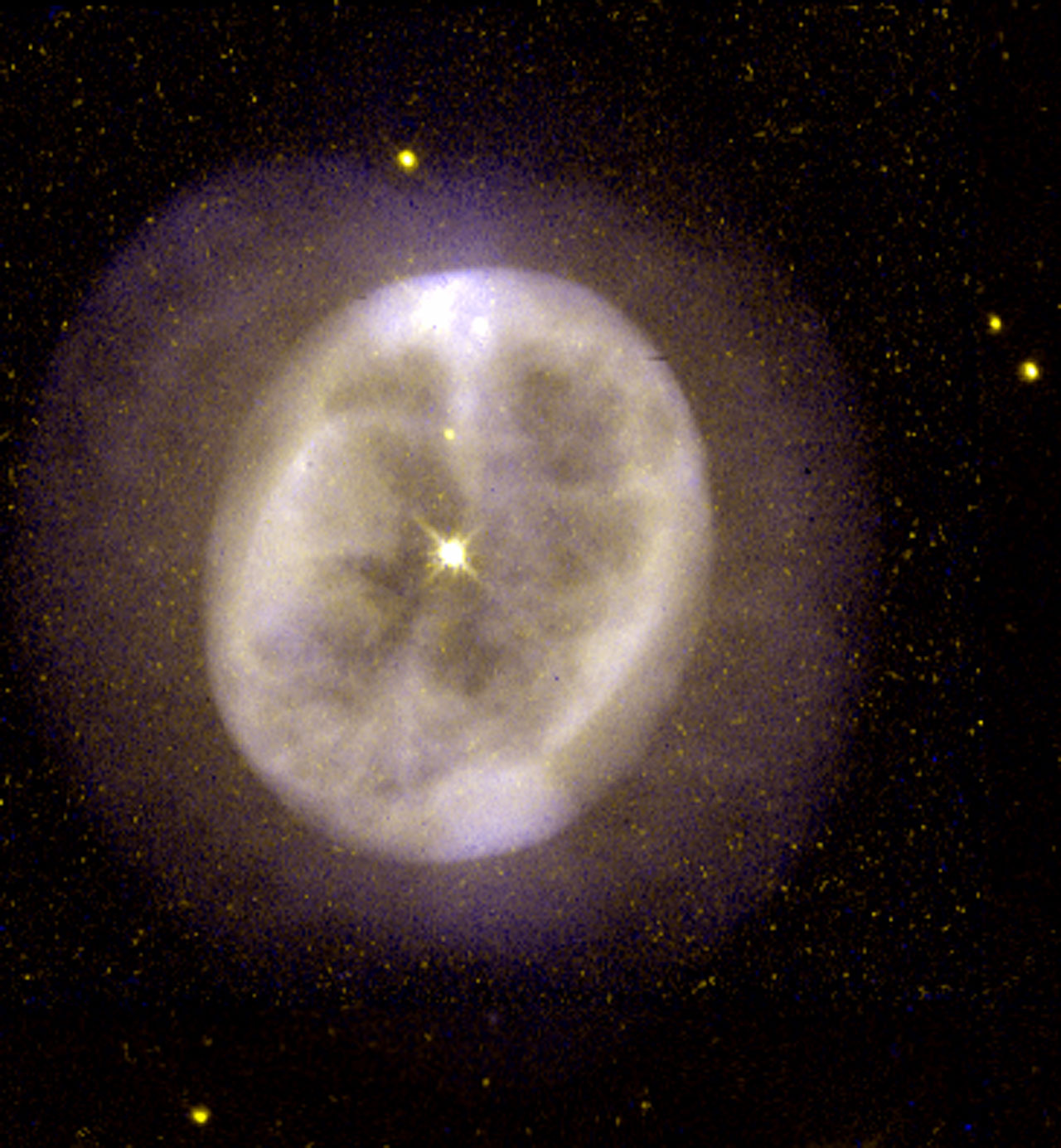
Autre photographie de NGC 2022 par le télescope spatial Hubble dans le domaine de l'infrarouge.
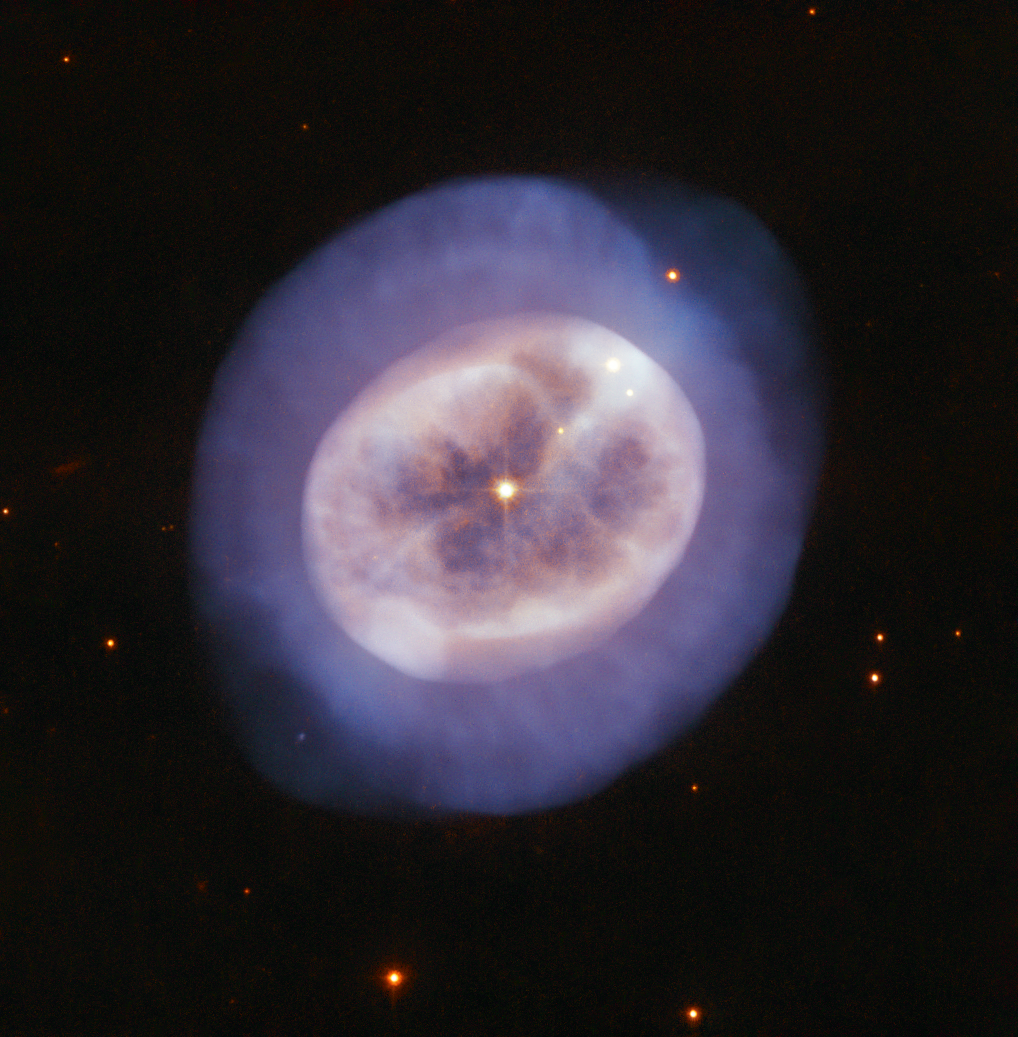
Autre photo provenant du télescope spatial Hubble. Très visible sur cette photo, l'étoile centrale, la nébuleuse interne et le halo externe.
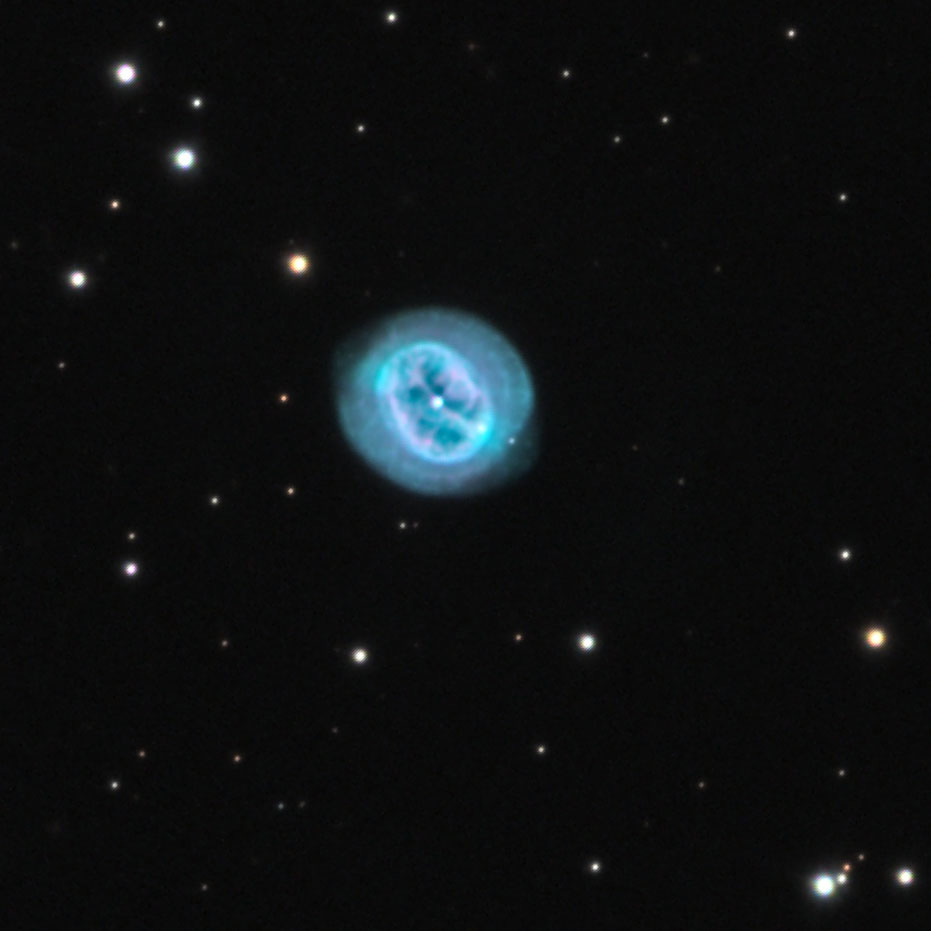
NGC 2022 par Adam Block (Observatoire du mont Lemmon/Université de l'Arizona).